# NGC 7640
NGC 7640 je spiralna galaksija s prečko v ozvezdju Andromeda. Obstajajo dokazi, da je galaksija preživela trčenje v (astronomsko) bližnji preteklosti.
Iz fotografije ni takoj očitno, da je to spiralna galaksija, saj je postavljena na rob.